# Kreis Gadebusch
De Kreis Gadebusch was een Kreis in de Bezirk Schwerin in de Duitse Democratische Republiek.
De kreis ontstond op 25 juli 1952 bij het opheffen van de deelstaten in de voormalige DDR uit het westelijke deel van de voormalige Landkreis Schwerin en kleine gebieden van de Landkreis Schönberg (die tegelijkertijd in Kreis Grevesmühlen werd hernoemd) en werd onderdeel van de nieuw gevormde Bezirk Schwerin. Bij de Duitse hereniging op 3 oktober 1990 werd Gadebusch ondergebracht in de nieuw gevormde deelstaat Mecklenburg-Voor-Pommeren. Op 12 juni 1994 werd de kreis, die sinds 17 mei 1990 als landkreis werd aangeduid, opgeheven en vormde samen met de eveneens opgeheven landkreisen Wismar en Grevesmühlen alsmede delen van de voormalige landkreisen Schwerin-Land en Sternberg de Landkreis Nordwestmecklenburg.

## Steden en gemeenten
De Landkreis Gadebusch omvatte op 3 oktober 1990 32 gemeenten, waarvan twee steden:
| - Badow - Bülow - Carlow - Dechow - Demern - Dragun - Gadebusch, stad - Gottesgabe - Groß Molzahn - Groß Rünz - Groß Salitz | - Holdorf - Köchelstorf b.Rehna - Kneese - Krembz - Löwitz - Lützow - Mühlen Eichsen - Nesow - Perlin - Pokrent - Rehna, stad | - Renzow - Rieps - Rögnitz - Roggendorf - Schlagsdorf - Thandorf - Utecht - Veelböken - Vitense Parber - Wedendorf |

Bützow · Gadebusch · Güstrow · Hagenow · Ludwigslust · Lübz · Parchim · Perleberg · Schwerin (stadskreis) · Schwerin-Land · Sternberg